# Riu Ialomița
El riu Ialomița (en romanès: râul Ialomița, pronunciat [ˈjalomit͡sa]) es troba al sud de Romania. Neix de les muntanyes Bucegi als Carpats. Desemboca a la branca Borcea del Danubi a Giurgeni. Té una llargada de 417 km i la seva superfície de conca és de 10.350 km². El comtat de Ialomița agafa el nom d'aquest riu.
El tram superior del riu de vegades es coneix com a Valea Obârșiei o Obârșia Ialomiței.

## Localitats
Les següents localitats estan situades al llarg del riu Ialomiţa, des de la font fins a la boca: Moroeni, Pietrosita, Fieni, Pucioasa, Doiceşti, Aninoasa, Târgovişet, Răzvad, Comisani, Baleni, Finta, Cojasca, Poienarii Burchii, Fierbinţi-Targ, Dridu, Urziceni, Manasia, Alexeni, Ion Roată, Sfăntu Gheorghe, Balaciu, Căzănești, Ciochina, Andrășești, Perieți, Slobozia, Cosâmbești, Bucu, Sudiți i Țăndărei.
Les ciutats més grans al llarg de la Ialomița són Târgoviște i Slobozia.

## Afluents
Els rius següents són afluents del riu Ialomița (des de la font fins a la desembocadura):
- Esquerra: Valea Şugărilor, Cocorico, Lăptici, Scândurari, Blana, Nucet, Oboarele, Scropoasa, Orzea, Brandusa, Galma, Ialomicioara (I), Ruset, Bizdidel, Slănic de Răzvad, Slănic, Pâscov, Crivăţ, Cricovul Dolç, Prahova, Sărata, Cotorca, Sărățuica, Fundata i Valea Lată Sărată.

- Dreta: Valea Doamnelor, Valea Sucheniţei, Horoaba, Coteanu, Valea Văcăriei, Tătaru, Gâlgoiu, Mircea, Bolboci, Lucăcilă, Zanoaga, Valea Cabanierului, Brătei, Izvorul Ratei, Raciu, Valea Doicii, Seciul cu Colti, Voivodeni, Tata, Ialomicioara (II), Vulcana, Izvor, Racovița, Sticlărie, Snagov, Cociovaliștea i Comana.

## Història
El riu Naparis, esmentat al llibre d'històries d'Heròdot, és probablement el Ialomița. El Naparis va ser un dels cinc rius escites enumerats per Heròdot que van començar a Escítia i s'alimentaven al Danubi.